# كيفن بيرس
كيفن بيرس (29 فبراير 1960 - ) (بالإنجليزية: Kevin Pearce)‏ هو لاعب كريكت أسترالي.

## وصلات خارجية
- كيفن بيرس على موقع إي آس بي آن كريك إنفو (الإنجليزية)